# Лянґанкі (Кентшинський повіт)
Лянґанкі (пол. Langanki) — село в Польщі, у гміні Кентшин Кентшинського повіту Вармінсько-Мазурського воєводства.
Населення — 122 особи (2011).
У 1975-1998 роках село належало до Ольштинського воєводства.

## Демографія
Демографічна структура станом на 31 березня 2011 року:
|          | Загалом | Допрацездатний вік | Працездатний вік | Постпрацездатний вік |
| -------- | ------- | ------------------ | ---------------- | -------------------- |
| Чоловіки | 70      | 20                 | 45               | 5                    |
| Жінки    | 52      | 15                 | 32               | 5                    |
| Разом    | 122     | 35                 | 77               | 10                   |